# La olimpiada (Pergolesi)

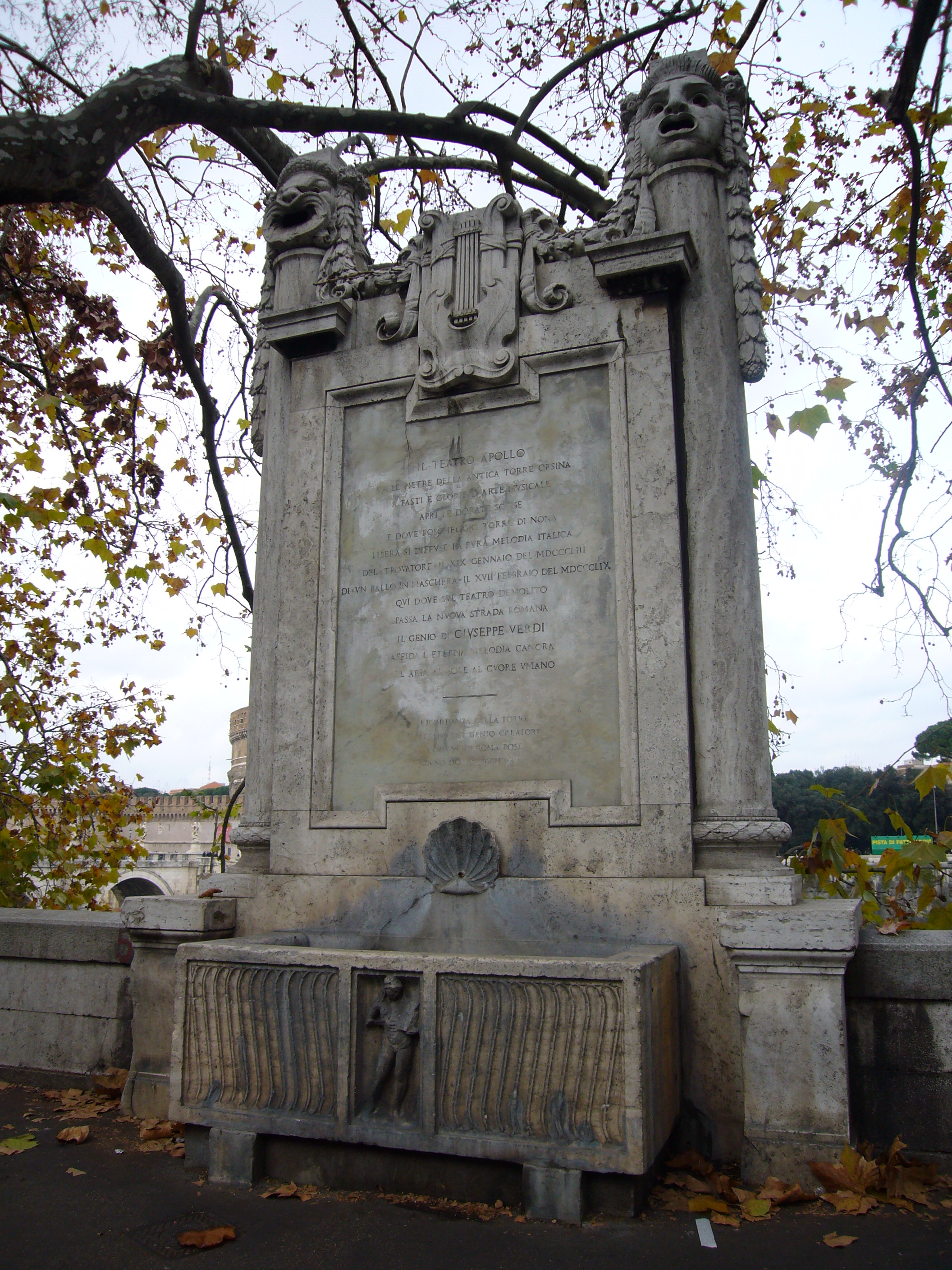
Estela conmemorativa de la demolición del Teatro Apollo (Antiguo Teatro de Tordinona) en 1888.

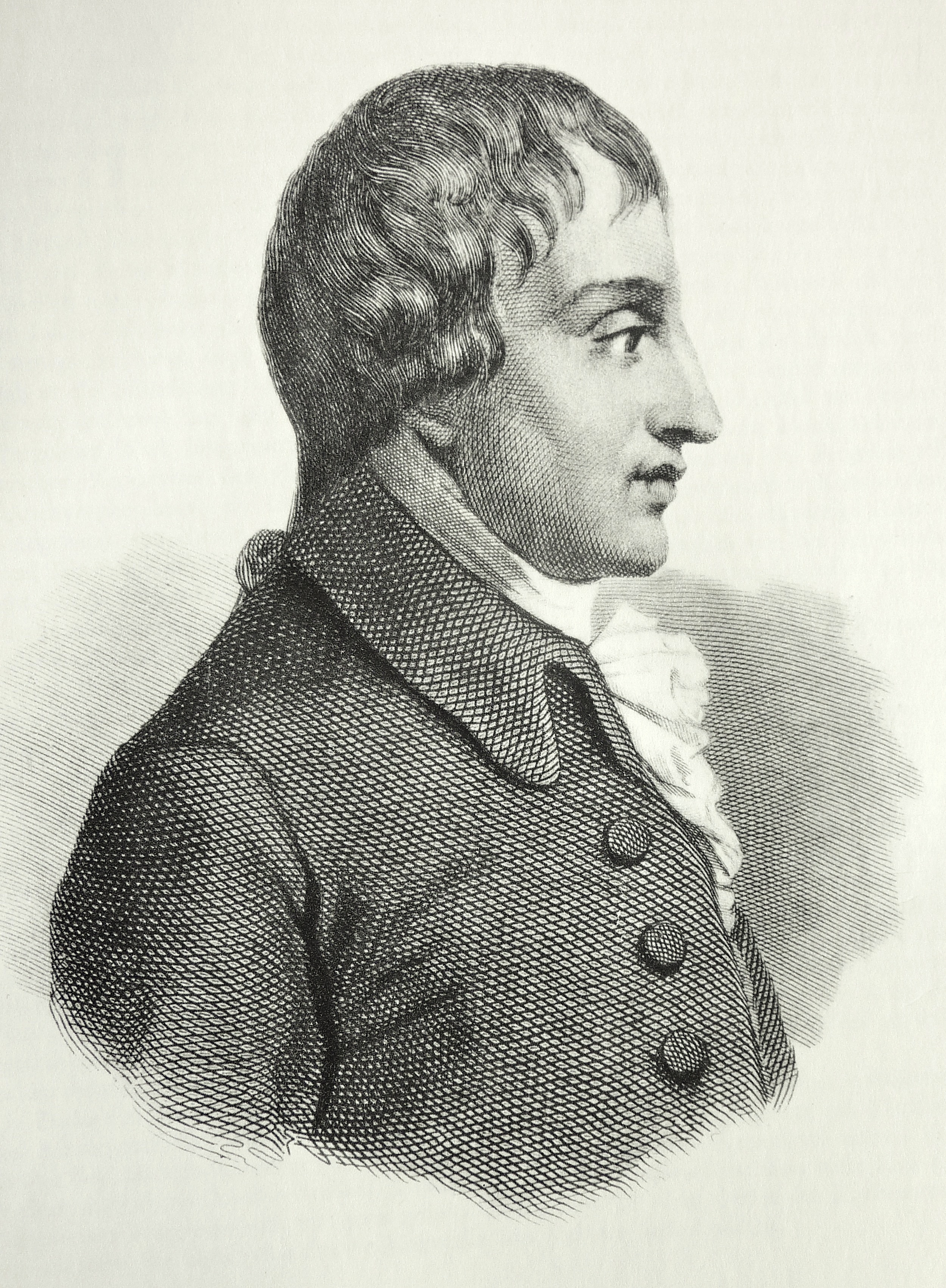
Giovanni Battista PergolesiGrabado en cobre de P. Pirola

La olimpiada (título original en italiano, L’Olimpiade) es un  dramma per musica en tres actos con música de Giovanni Battista Pergolesi y libreto en italiano de Pietro Metastasio. Se estrenó en enero de 1735 en el Teatro Tordinona de Roma; en cuanto al día exacto, unas fuentes señalan el día 2 y otras el día 8.

## Historia
Gracias a su creciente fama, Pergolesi vio representadas dos obras suyas en los carnavales de Roma del año 1735. Aparte de La serva padrona, que se representó en el Teatro Valle, se estrenó La olimpiada en el Teatro di Tordinona, una institución propiedad de la Cámara Apostólica. Para ello usó un libreto anterior de Pietro Metastasio, que tomaba como fuentes para su historia a Heródoto, Pausanias, Apostolo Zeno (Gli inganni felici), Torquato Tasso (Aminta y Torrismondo), y Battista Guarini (Pastor fido). El libreto lo escribió Metastasio como poeta oficial del Emperador de Austria, para la ópera homónima del compositor Antonio Caldara (Venecia, 1670 – Viena, 1736), a la sazón maestro de capilla de la corte imperial de Viena. La primera Olimpiade, la de Caldara, se estrenó el 28 de agosto de 1733.
Metastasio tuvo gran influencia sobre los compositores de ópera desde principios del siglo XVIII a comienzos del siglo XIX. Los teatros de más renombre representaron en este período obras del ilustre italiano, y los compositores musicalizaron los libretos que el público esperaba ansioso. La olimpiada fue uno de los que más éxito obtuvieron, pues fue utilizado por más de 50 compositores como libreto para sus óperas.
Según testimonios contemporáneos, la versión que Pergolesi hizo del libreto no tuvo éxito la primera noche. Esta ópera rara vez se representa en la actualidad; en las estadísticas de Operabase aparece con sólo una representación en el período 2005-2010.

## Personajes
| Personaje                                      | Tesitura           | Reparto el 8 de enero de 1735 Director: Giovanni Battista Pergolesi |
| ---------------------------------------------- | ------------------ | ------------------------------------------------------------------- |
| Clistene (rey de Sición)                       | tenor              | Giovanni Battista Pinacci                                           |
| Aristea (hija de Clistene)                     | soprano castrato   | Mariano Nicolini (Marianino)                                        |
| Lycidas (supuesto príncipe de Creta)           | soprano castrato   | Francesco Bilanzoni                                                 |
| Megacle (amigo de Lycidas y amante de Aristea) | soprano castrato   | Domenico Ricci (Menicuccio)                                         |
| Argene (dama cretense, enamorada de Lycidas)   | soprano castrato   | Giovanni Tedeschi (Amadori)                                         |
| Aminta (tutor de Lycidas)                      | tenor              | Nicola Licchesi                                                     |
| Alcandro (secretario de Clistene)              | contralto castrato | Carlo Brunetti                                                      |

Escenografía: Domenico Villani y Pietro Orta

Vestuario: Giovanni Antonio Banci

Ballet: Pietro Fumantini

## Estreno versiónLondres
El 20 de abril de 1742, el King’s Theater in the Haymarket de Londres presentó un pastiche, en tres actos, titulado Meraspe ó La Olimpiada, basado principalmente en la música de Pergolesi, y con algunas arias de Giuseppe Scarlatti, Leonardo Leo, y Giovanni Battista Lampugnani.

### Personajes
| Personaje | Tesitura           | Reparto el 20 de abril de 1742 Director: |
| --------- | ------------------ | ---------------------------------------- |
| Clistene  | tenor              | Angelo Amorevoli                         |
| Aristea   | soprano            | Caterina Visconti, (La Viscontina)       |
| Lycidas   | contralto castrato | Giovanni Battista Andreoni               |
| Meraspe   | soprano castrato   | Angelo Maria Monticelli                  |
| Argene    | soprano            | Lucia Panichi, (La Moscovita)            |
| Olinto    | soprano            | Caterina Tedeschi                        |

Las representaciones tuvieron lugar los días: 20, 24 y 27 de abril; 1, 4, 8 y 15 de mayo.

## Argumento
La trama se desarrolla en Elis cerca de Olimpia (Grecia), en época mítica.

### Acto I
Megacle llega a Olimpia justo a tiempo para participar en los Juegos Olímpicos bajo el nombre de Lycidas, un amigo al que una vez le salvó la vida. Sin que Megacle lo sepa, Lycidas está enamorado de Aristea, estando la mano de esta última prometida al ganador de los juegos por su padre, el rey Clistene.
Lycidas, que una vez estuvo prometido a la princesa Argene de Creta, no sabe que Megacle y Aristea están enamorados el uno del otro, y le cuenta a su amigo cual es el premio de los juegos. Aristea y Megacle se alegran de que si éste gana podrán casarse, pero Megacle se siente presionado por haber dado su palabra de que competiría como Lycidas.
Mientras tanto, Argene llega a Olimpia disfrazada como una pastora para recuperar a Lycidas.

### Acto II
Megacle gana los juegos, confiesa la verdad a Aristea y se va con el corazón roto. 
Cuando Lycidas se acerca a reclamar su trofeo, Aristea lo rechaza así como también lo hace Argene. 
Aminta, tutor de Lycidas, dice que Megacle se ha ahogado y el rey Clistene, acusando a Lycidas de haber abandonado a su amigo, lo expulsa del reino.

### Acto III
Argene evita que la desesperada Aristea se suicide, Megacle es rescatado por un pescador y Lycidas planea el asesinato del Rey.
Cuando el rey Clistene descubre las maquinaciones de Lycidas, Aristea pide piedad para él, mientras que Argene se ofrece para recibir el castigo en su lugar. Para convencer al Rey de que ella es una princesa cretense, le muestra a Clistene una cadena que Lycidas le había regalado. El Rey reconoce la cadena como perteneciente a su hijo, a quien él había abandonado durante su infancia para prevenir la profecía que decía que el pequeño mataría a su padre.
Lycidas es reinsertado en la familia real, se reconcilia con Argene y permite que, su ahora hermana, Aristea, se una a Megacle.

## Grabaciones
Hay dos grabaciones en vivo de esta ópera:
- con Marco Armiliato dirigiendo a la Orquesta Filarmónica Estatal de Transilvania. Son sus intérpretes: Irena Zaric (Alcandro), Raimundo Mettre (Aminta), Giovanna Manci (Argene), María Ángeles Peters (Aristea), Ernesto Palacio (Clistene), Adelaide Negri (Licida) y Lucetta Bizzi (Megacle). Sello discográfico: Arkadia CDAK 129.3 (3 CD). Fecha: 1992.
- con Alessandro De Marchi dirigiendo a la Academia Montis Regalis. Son sus intérpretes: Martin Oro (Alcandro), Markus Brutscher (Aminta), Ann-Beth Solvang (Argene), Raffaella Milanesi (Aristea), Jeffrey Francis (Clistene), Jennifer Rivera (Licida) y Olga Pasichnych (Megacle). Sello discográfico: Sony BMG (3 CD). Fecha: 2011.

También hay una grabación en vídeo de Pergolesi-Spontini Festival en Jesi (2011) con Alessandro De Marchi dirigiendo a la Academia Montis Regalis y Italo Nunziata la realización. Son sus intérpretes: Milena Storti (Alcandro), Antonio Lozano (Aminta), Yetzabel Arias Fernández (Argene), Lyubov Petrova (Aristea), Raúl Giménez (Clistene), Jennifer Rivera (Licida) y Sofia Soloviy (Megacle). Sello discográfico: Unitel Classica. Fecha: 2013.